# Simga
Simga è una suddivisione dell'India, classificata come nagar panchayat, di 13.137 abitanti, situata nel distretto di Raipur, nello stato federato del Chhattisgarh. In base al numero di abitanti la città rientra nella classe IV (da 10.000 a 19.999 persone).

## Geografia fisica
La città è situata a 21° 37' 60 N e 81° 42' 0 E e ha un'altitudine di 261 m s.l.m..

## Società

### Evoluzione demografica
Al censimento del 2001 la popolazione di Simga assommava a 13.137 persone, delle quali 6.613 maschi e 6.524 femmine. I bambini di età inferiore o uguale ai sei anni assommavano a 2.157, dei quali 1.078 maschi e 1.079 femmine. Infine, coloro che erano in grado di saper almeno leggere e scrivere erano 7.824, dei quali 4.680 maschi e 3.144 femmine.